# Albert Müller (Politiker, 1891)
Albert Müller (* 27. Juli 1891 in Solingen; † 27. Januar 1951) war ein deutscher Kommunist und Politiker.

## Leben

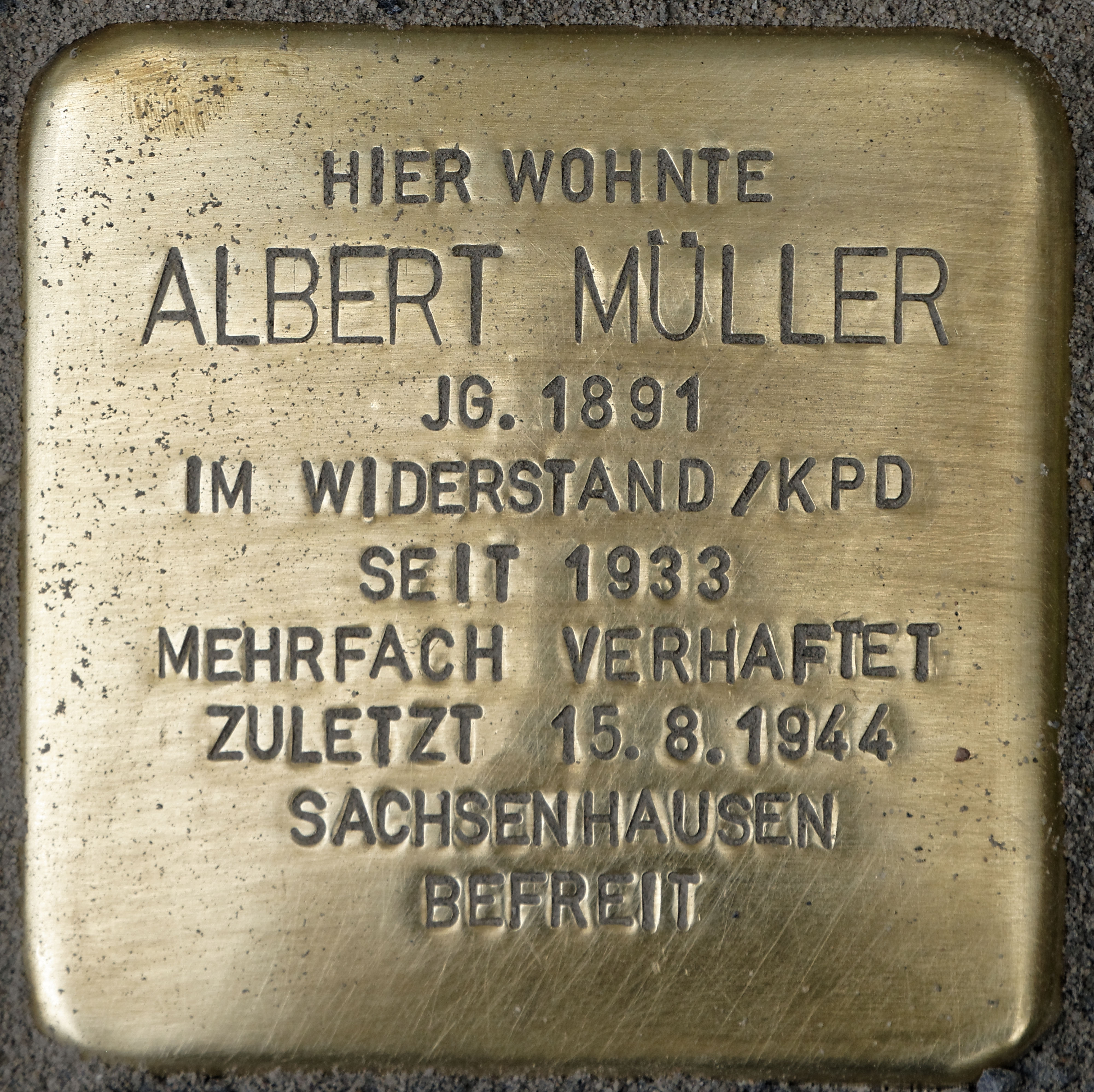
Stolperstein für Albert Müller

Albert Müller war gelernter Schlosser und vielseitig gebildet. Viele Jahre war er Vorsitzender der Freien Schulgesellschaft. Noch im März 1933, zwei Monate nach der „Machtergreifung“ durch die Nationalsozialisten, kandidierte er auf der Liste der KPD für die Solinger Stadtverordnetenversammlung.
Müller wohnte in Solingen im Haus Potsdamer Str. 9, wo auch ein Büro der SA untergebracht war. Dies hatte zur Folge, dass er ständig schikaniert und denunziert wurde. Fünfmal wurde er verhaftet, doch konnten ihm keine Widerstandshandlungen nachgewiesen werden. Trotzdem kam er als Kommunist von März 1933 bis Ende April 1935 in Schutzhaft, unter anderem ins KZ Börgermoor, wo er zu den „Moorsoldaten“ gehörte, und 1937 ins KZ Sachsenhausen. Bei Misshandlungen wurden ihm alle Zähne ausgeschlagen, und er bekam ein Herzleiden. Die letzte Verhaftung erfolgte am 15. August 1944, weil er verdächtigt wurde, Kontakte zu den Verschwörern des Attentats vom 20. Juli gegen Hitler gehabt zu haben.
Am 17. April 1945 übergab der bisherige Solinger Oberbürgermeister Rudolf Brückmann die Stadt an die US-amerikanischen Truppen, im Beisein von Müller und Paul Kaiser (SPD). Im Februar 1946 wurde Albert Müller von der britischen Militärregierung nach Oskar Rieß und Josef Brisch als Oberbürgermeister von Solingen eingesetzt, bis im Oktober 1946 die erste freie Kommunalwahl erfolgte und der CDU-Mann Gerhard Hebborn gewählt wurde.
Am 2. August 2017 wurde an der Potsdamer Str. 9 ein Stolperstein für ihn verlegt.

## Weblink
- Bild von Müller (in einer Solingen–Chronik für 1946; PDF; 3,0 MB)